# Roberto Meddi
Roberto Meddi (Roma, 14 marzo 1953) è un direttore della fotografia italiano.

## Filmografia

### Direttore della fotografia

#### Cinema
- Fuori dal giorno, regia di Paolo Bologna (1983)
- Andrej Tarkovskij in Nostalghia, regia di Donatella Baglivo - documentario (1984)
- Viaggio in città, regia di Egidio Eronico e Sandro Cecca (1986)
- Stesso sangue, regia di Egidio Eronico e Sandro Cecca (1987)
- Sposi (3º episodio), regia di Felice Farina (1987)
- Zoo, regia di Cristina Comencini (1988)
- Voglia di rock, regia di Massimo Costa (1988)
- Affetti speciali, regia di Felice Farina (1989)
- Lungo il fiume, regia di Vanna Paoli (1989)
- Ma non per sempre, regia di Marzio Casa (1991)
- Berlino 68-91, regia di Remo Remotti - documentario (1991)
- Antelope Cobbler, regia di Antonio Falduto (1992)
- Chiedi la luna, regia di Giuseppe Piccioni (1992)
- Quando eravamo repressi, regia di Pino Quartullo (1993)
- Nessuno, regia di Francesco Calogero (1993)
- Condannato a nozze, regia di Giuseppe Piccioni (1994)
- Libera, regia di Pappi Corsicato (1994)
- Fragment of a poetic biography - A documentary about Bob Wilson, regia di Roberto Andò - documentario (1994)
- Al centro dell'area di rigore, regia di Roberto Ivan Orano e Bruno Garbuglia (1995)
- Diario senza date, regia di Roberto Andò - documentario (1995)
- Io mi salverò?, regia di Roberto Meddi - cortometraggio (1995)
- Escoriandoli, regia di Antonio Rezza e Flavia Mastrella (1996)
- Bo Ba Bu, regia di Ali Khamtraev (1997)
- Mi fai un favore, regia di Giancarlo Scarchilli (1997)
- Lucky Luciano - Chairman of the mob, regia di Andrew D. Berg  - documentario (1997)
- I fobici, regia di Giancarlo Scarchilli (1998)
- La fenice nel deserto, regia di Roberto Meddi - documentario (1998)
- Maestrale, regia di Sandro Cecca (1999)
- L'educazione di Giulio, regia di Claudio Bondì (2000)
- Operazione Rosmarino, regia di Alessandra Populin (2001)
- Secret of the Dead. Who burnt Rome? - documentario (2001)
- Cattivi presagi, regia di Ninni Bruschetta - cortometraggio (2002)
- Ritratti: Luigi Meneghello, regia di Carlo Mazzacurati - documentario (2002)
- A Casablanca gli angeli non volano, regia di Mohamed Asli (2003)
- Ritratto di sconosciuto: Marcellus Dominicus Vincentius, regia di Roberto Meddi  - documentario (2006)
- Saremo film, regia di Ludovica Marineo (2006)
- Due tigri, regia di Sandro Cecca (2006)
- L'ultimo Pulcinella, regia di Maurizio Scaparro (2008)
- Ettore Spalletti: ritratto, regia di Pappi Corsicato (2008)
- Senza sponde, regia di Marco Tullio Barboni - cortometraggio (2009)
- The One Man Beatles, regia di Cosimo Messeri (2009)
- La bagnaia, regia di Cinzia TH Torrini - documentario (2009)
- Vittorio racconta Gassman, regia di Giancarlo Scarchilli (2010)
- Colpo di fulmine, regia di Roberto Malenotti (2010)

#### Televisione
- Due assi per un turbo - serie TV, episodio 1x01 (1987)
- Vincere per vincere, regia di Stefania Casini - film TV (1988)
- I cavalieri del cross, regia di Stefania Casini - film TV (1988)
- Magia verde, regia di Maurizio Sciarra - film TV (1996)
- Una donna in fuga, regia di Roberto Rocco - miniserie TV (1996)
- Fatima, regia di Fabrizio Costa - film TV (1997)
- Sant'Antonio di Padova, regia di Umberto Marino - film TV (2002)
- Elisa di Rivombrosa - serie TV (2003-2005)
- Incantesimo - serial TV (2003)
- Giovanni Paolo II, regia di John Kent Harrison - miniserie TV (2005)
- Memoires, regia di Maurizio Scaparro - film TV (2005)
- Roma - serie TV (2006)
- Donna detective, regia di Cinzia TH Torrini - serie TV (2007)
- Piper, regia di Francesco Vicario - miniserie TV (2008)
- Lola Ponce: Una cantante in convento, regia di Gualtiero Peirce - film TV (2010)
- Sorelle - serie TV, 6 episodi (2017)
- Un professore - serie TV, 12 episodi (2021)
- Lea - Un giorno nuovo – serie TV, 8 episodi (2022)

#### Videoclip
- Ivano Fossati, Lusitania, regia di Carlo Mazzacurati
- Frankie hi-nrg mc, Faccio la mia cosa, regia di Alex Infascelli
- Frankie hi-nrg mc, Libri di sangue, regia di Alex Infascelli
- Amii Stewart, Love Ain't No Toy, regia di Piccio Raffanini
- Lucio Dalla, Gianni Morandi, Vita, regia di Ambrogio Lo Giudice
- Loredana Bertè, Il mare d'inverno, regia di Gianfranco Giagni
- Ron, Per questa notte che cade giù, regia di Gianfranco Giagni
- Lucio Dalla, Special LP Bugie, regia di Ambrogio Lo Giudice
- Miguel Bosé, Heaven, regia di Gianfranco Giagni
- Matia Bazar, Noi, regia di Gianfranco Giagni
- Luca Carboni, Vieni a vivere con me, regia di Ambrogio Lo Giudice
- Luca Carboni, Silvia lo sai, regia di Ambrogio Lo Giudice
- Luca Carboni, Lungomare, regia di Ambrogio Lo Giudice
- Lucio Dalla, Gianni Morandi, Concert in Locarno, regia di Ambrogio Lo Giudice
- Ron, Concert in Milan, regia di Ambrogio Lo Giudice
- Fabio Concato, 051/222525, regia di Ambrogio Lo Giudice
- Biagio Antonacci, Che fretta c'è, regia di Ambrogio Lo Giudice
- Luca Carboni, Primavera, regia di Ambrogio Lo Giudice
- Christian De Sica, Bingo bongo , regia di Piccio Raffanini

### Regista
- Ho rubato la marmellata: Vita di un artista politicamente scorretto (2018) - documentario
- Sergio Corbucci: L'uomo che ride (2015) - documentario
- Identità in transito - Pedro Cano - documentario
- Ritratto di sconosciuto - Marcellus Dominicus Vincentius (2006) - documentario
- Ponte Milvio (2000)
- Mohamed Kacimi - Figure di corpi abitati  - documentario
- L'arte e la terra  - documentario
- La Fenice nel deserto  (1998) - documentario
- Io mi salverò? (1994) - cortometraggio
- I colori dell' arcobaleno (1987)